# Рада експортерів при Міністерстві закордонних справ України
Рада експортерів при Міністерстві закордонних справ України — постійно діючий консультативний орган.
Утворена наказом МЗС України від 14 березня 2011 року з метою економізації зовнішньої політики України та посилення позицій українських виробників товарів та послуг на світових ринках шляхом покращення взаємодії Міністерства закордонних справ України з провідними експортерами України.
Рада розглядає проблемні питання, що заважають розвитку українського експорту, зокрема:
- повернення ПДВ,
- надання банківських гарантій українським підприємствам під виконання зовнішніх контрактів,
- державні механізми підтримки національних експортерів,
- механізму участі українських підприємств у кредитних програмах регіональних банків, таких як Азійський банк розвитку.